# Enzo (Illustrator)
Enzo,  auch: En Zuo, chinesisch 恩佐; (* 20. April 1973 in Tainan) ist ein taiwanischer Autor und Illustrator von Bilderbüchern, der vor allem durch sein philosophisch-politisches Bilderbuch Ein Jahr lang Schüler 34 in Klasse A weltweite Aufmerksamkeit erlangte.

## Leben und Werk

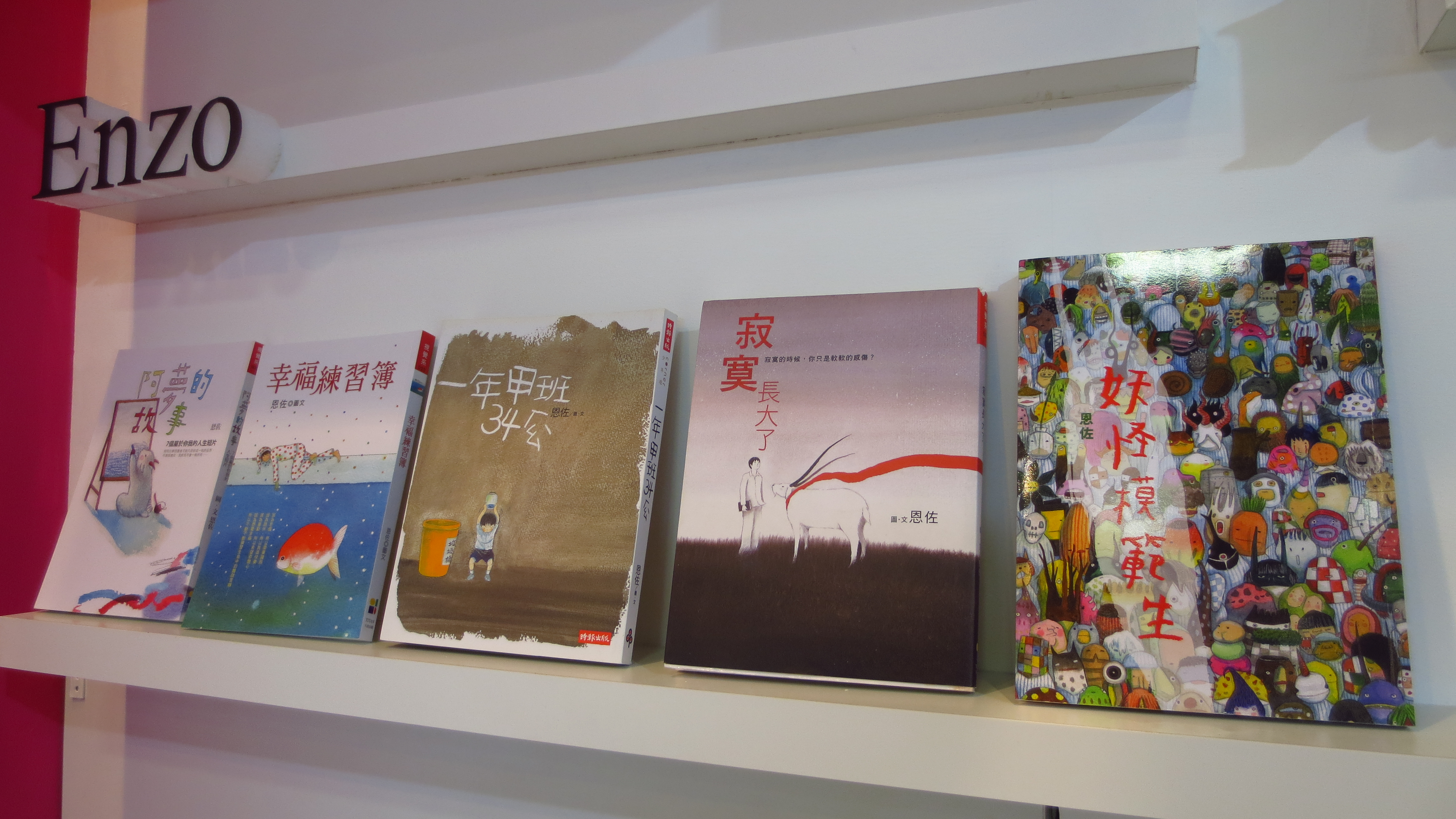
Ausstellung verschiedener Bücher von Enzo auf der Bologna Children’s Book Fair am 30. März 2015

Enzo studierte Journalistik und begann erst mit 28 Jahren zu zeichnen. Bis heute hat er verschiedene Bilderbücher geschrieben und illustriert. Als einer der bedeutendsten taiwanesischen Illustratoren gilt er vor allem durch sein Buch Ein Jahr lang Schüler 34 in Klasse A. Dieses ist bislang Enzos einziges Buch, das ins Deutsche übersetzt wurde und als Deutsch-Chinesische Ausgabe erschien. In Deutschland ist Enzo als Illustrator nahezu unbekannt. Ein Jahr lang Schüler 34 in Klasse A ist autobiographisch angelegt und rekonstruiert ebenso philosophisch wie politisch En Zuos Erinnerungen an seine eigene Schulzeit in Taiwan in den 1980er Jahren. Enzos Alter Ego im Buch ist Nummer 34, ein siebenjähriger Junge mit verborgenem kreativen Talent, der die Schule schwänzt und das schwarze Schaf seiner Klasse ist. Während seine Mitschüler Bestnoten schreiben und im ständigen Wettbewerb miteinander stehen, geht Nummer 34 lieber mit seinem Jugendfreund in die Wälder, wo sie spielen und eine Kaulquappe aufziehen, die den Namen Kleine Schwarze bekommt. Nach einer tragischen Wendung verliert er auch diesen Freund. Das künstlerische Talent von Nummer 34 möchten seine Eltern sofort für eine professionelle Karriere ausbeuten und übersehen, dass es sich bei Nummer 34 nur um ein Kind handelt, das nichts nötiger hat, als eine Kindheit. Mit einem ebenso magischen wie deprimierendem Ende von Nummer 34 (es „verschwand im Wald ein rebellisches Kind und wurde nie wieder von jemandem gesehn“) findet Enzo genau die richtigen Bilder und Worte, um eine weltweite Entwicklung, Kinder schon in jüngsten Jahren auf Kapitalismus und Karriere einzuüben, seismografisch zu zeigen. Ein Jahr lang Schüler 34 in Klasse A reiht sich in eine ganze Reihe außergewöhnlicher Bilderbücher ein, die poetisch und kraftvoll den Verlust der Kindheit in verschiedenen politischen Systemen und in unterschiedlichen Zeiträumen aufzeigen, wie etwa Chen Jianghong in seinem Buch An Großvaters Hand oder Iwona Chmielewska in ihrem Buch Blumkas Tagebuch. Für Steffen Gnam von der FAZ ist Enzos Buch eine „Zeitreise in die Psyche und Verlustgeschichte der Kindheit“. An einer Stelle schreibt En Zuo in seinem Buch voller Poesie: „Wenn wir vorangetrieben werden, verlieren wird ständig etwas“ und „zeigt, was optimistische Pisa-Studien in den Schatten stellen: Schulverdrossenheit und -verweigerung, Hänseleien und Gewalt unter Klassenkameraden“ und übt „Kritik an Tigermüttern und Tigerstaaten, Wissensdrill und Wettbewerben“ (Steffen Gnam).
2012 war er Jurymitglied der Auszeichnung Das außergewöhnliche Buch des Kinder- und Jugendprogramms des Internationalen Literaturfestivals Berlin.

## Bibliografie
- Übersetzungen ins Deutsche:
  - 2011: Ein Jahr lang Schüler 34 in Klasse A, Text und Illustration: Enzo, Übersetzung aus dem Chinesischen: Katrin Buchta, zweisprachige deutsch-chinesische Ausgabe, Chinabooks Verlag, Zürich, ISBN 3-905816-32-6, Original: 一年甲班34号 / Yi nian jia ban 34 hao, 2006, International Cultural Publishing Company (国际文化出版公司), ISBN 978-7-80173-714-4, weitere Übersetzungen ins Koreanische und Thailändische
- unübersetzt:
  - 2003: 海豚愛上熱咖啡 / Haitun ai shang re kafei (Der Delphin, der sich in den heißen Kaffee verliebte), Text und Illustration: Enzo, Daejeon Verlag (大田), Taichung, ISBN 957-455-411-2
  - 2004: 因為心在左邊 / Yinwei xin zai zuobian (Weil das Herz auf der linken Seite ist), Text und Illustration: Enzo, Daejeon Verlag (大田), Taichung, ISBN 978-957-455-411-9
  - 2005: 最遠的你，最近的我 / Zui yuan de ni, zuijin de wo (Am weitesten, am nächsten), Text und Illustration: Enzo, Daejeon Verlag (大田), Taichung, ISBN 957-455-805-3
  - 2007: 幸福練習簿 / Xingfu lianxibu (Arbeitsbuch zum Glücklichsein), Text und Illustration: Enzo, Daejeon Verlag (大田), Taichung, ISBN 978-986-179-052-7
  - 2008: 寂寞很簡單 / Jimo hen jiandan (Einsamkeit ist einfach), Text und Illustration: Enzo, Daejeon Verlag (大田), Taichung, ISBN 978-986-179-104-3
  - 2009: 寂寞長大了 / Jimo zhangda le (Einsam aufwachsen), Text und Illustration: Enzo, Daejeon Verlag (大田), Taichung, ISBN 978-986-179-131-9
  - 2011: 妖怪模範生 / Yaoguai mofan sheng (Musterschüler Monster), Text und Illustration: Enzo, Daejeon Verlag (大田), Taichung, ISBN 978-986-179-220-0, Übersetzung in Auszügen für Enzos Teilnahme am Kinder- und Jugendprogramm des 12. internationalen literaturfestivals berlin
  - Neben seinen eigenen bislang geschriebenen und illustrierten Büchern illustrierte Enzo auch mehr als 50 Bücher anderer Autoren.

## Auszeichnungen
- Auszeichnung als bestes Bilderbuch des Jahres in Taiwan für Ein Jahr lang Schüler 34 in Klasse A
- Auszeichnung für das beste Art Design des Jahres in Taiwan für Ein Jahr lang Schüler 34 in Klasse A

## Festivalteilnahmen
- 2012: Kinder- und Jugendprogramm des 12. Internationalen Literaturfestivals Berlin (Präsentation der Bücher Ein Jahr lang Schüler 34 in Klasse A und Musterschüler Monster)